# آرثر إي. أندرسن
آرثر إي. أندرسن (بالإنجليزية: Arthur E. Andersen)‏ هو رائد أعمال أمريكي، ولد في 30 مايو 1885 في بلانو في الولايات المتحدة، وتوفي في 10 يناير 1947 في وينتكا في الولايات المتحدة.